# ناتالیا بیا دوفرنسه
ناتالیا بیا دوفرنسه (اسپانیایی: Natalia Vía Dufresne‎؛ زادهٔ ۱۰ ژوئن ۱۹۷۳) قایقران قایق بادبانی اهل اسپانیا است.